# 도우글라사라크네
도우글라사라크네(학명: Douglassarachne acanthopoda 도우글라사라크네 아칸토포다[*])는 석탄기 후기에 살았던 멸종한 거미류 중 하나로 단계통이다. 화석 표본 한 점이 미국 일리노이주에 위치하는 마존 크릭(Mazon Creek) 라거슈타테에서 채집되었다.
이 거미류는 다리에 난 커다란 가시들이 특징이다. 구체적으로 어느 분류군에 속하는지는 알려지지 않았다.

## 학명
필드 자연사 박물관에 연구용으로 이 화석을 기증한 더글러스 집안(Douglass family)에서 속명을 따왔다.

## 역사
도우글라사라크네는 3억 8백만 년 전 동안 마존 크릭 안에 보존되어 있었다. 능철석 응결물 안에 싸여 있었다. 1980년에 밥 마섹(Bob Masek)이라는 사람이 일리노이주 칸카키군 에식스 근처에 있는 북부 광산 15번 구덩이의 폐기물 더미에서 이 화석을 발견했다. 1990년 경 그는 이 화석을 데이비드 더글라스(David Douglass)에게 팔았다.
이 시기 동안 더글라스 집안이 운영하던 자연사 생명 박물관에 이 화석이 전시되었다. 2023년에 이 화석 표본이 신종임이 확실시 되면서, 데이비드 더글라스는 이를 연구할 수 있도록 필드 자연사 박물관에 기증했다.
이 표본은 PE 91366라는 번호를 달아 필드 자연사 박물관의 수장고에 소장되어 있다.

## 형태

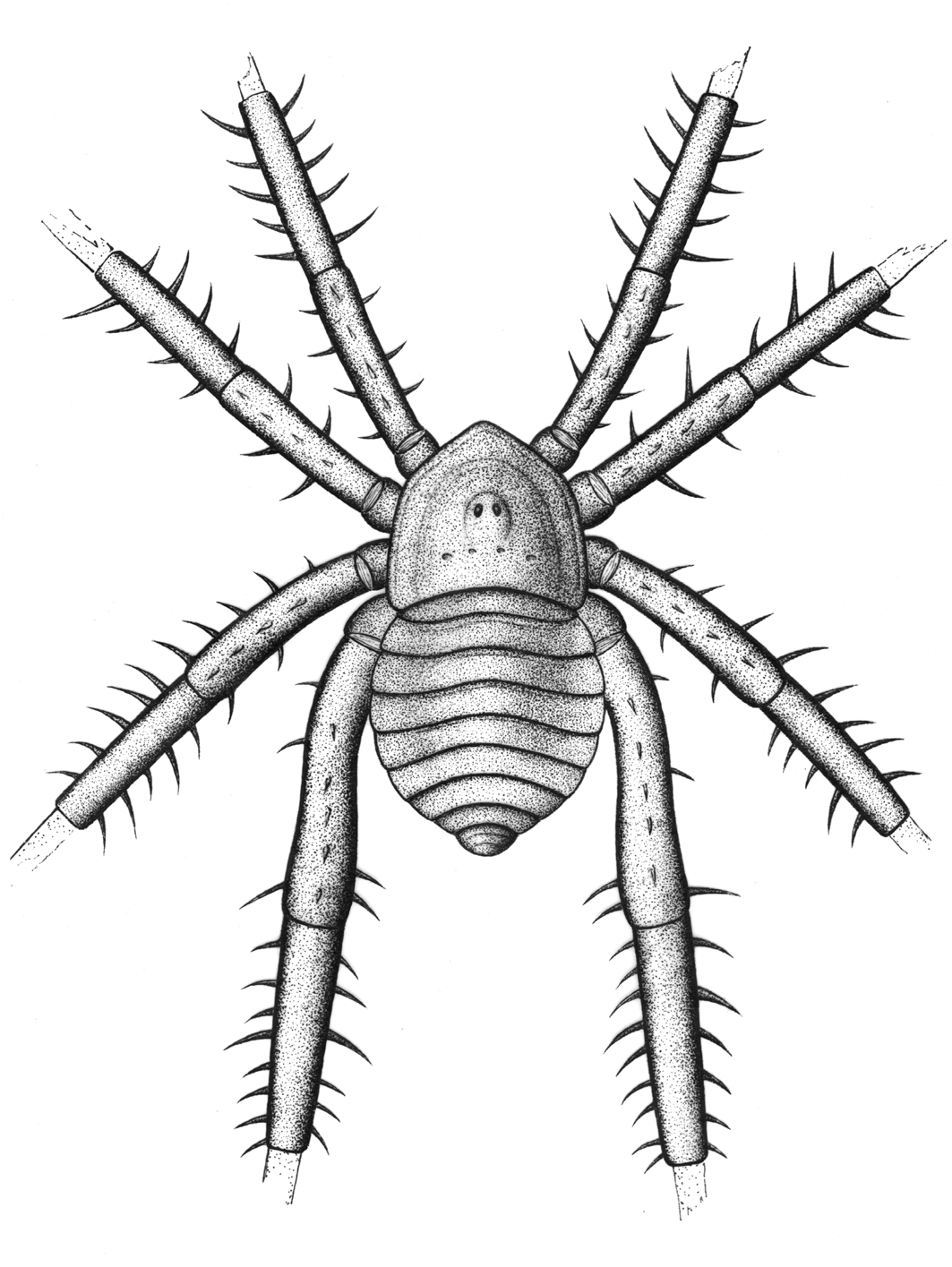
복원도

네 쌍의 다리와 대략 15mm의 몸길이가 특징이다. 전방의 머리가슴과 후방의 후체구(배)로 나뉘어진다. 머리가슴은 돌출부가 약간 앞으로 튀어나와 있는 마디가 없는 등갑이 아삼각형으로 머리를 덮고 있다. 협각과 촉지는 화석 기록상 남아 있지 않아 이들 부위가 크기가 매우 작았거나 보존 과정에서 잃어버린 것으로 보고 있다. 다리는 강건하며 네 번째 다리는 다른 다리들보다 약간 두껍다. 각각의 다리에는 근위부 관절에 커다랗고 휜 가시들이 나 있다. 후체구는 머리가슴 뒤로 넓게 붙어있으며 적어도 여덟 마디의 밋밋한 등판이 육안으로 보인다. 배 끝에 붙어있는 마디들은 작은 항문돌기를 형성하지만 이들 마디의 전체 수는 불명확하다.

## 계통 분류
도우글라사라크네의 형태는 알려진 거미류 목들 어느 것과도 일치하지 않는다. 가시투성이의 다리를 가져 외관상으로는 장님거미 중 특정 부류와 닮은 점이 있다. 전체 모습은 배기문진드기목의 진드기를 다소 연상시킨다. 그러나, 다리 구조, 체절화, 크기에서의 뚜렷한 차이점은 이들 무리의 정확한 분류를 어렵게 하고 있다. 머리가슴과 후체구 사이의 뚜렷한 결합 및 여러 개의 미분화된 후체구 등판 같이 범사폐류 계통의 몇 가지 특징들을 공유하기도 한다. 하지만, 협각이 보존되지 않아 이러한 분류의 확인을 좌절시킨다. 이와 같이 확실한 파생 특징의 부족으로 인해 거미강/범사폐류의 분류 불명으로 불려지기도 한다.

## 생태
현생 일부 장님거미류처럼 가시투성이 다리를 가지고 있어 천적에 대한 방어용으로 가시를 사용했음을 시사한다. 석탄기 후기에는 이와 같이 비슷하게 가시를 발달시켜 자신을 지키는 다양한 동물 분류군(예: 트리고노타르부스과의 에오프리누스 또는 노래기강의 에우포베리아 및 미리아칸테르페스테스)들이 존재했으며, 이는 천적의 진화를 반영한다.